# 徳島県道285号戎山中林富岡港線
徳島県道285号戎山中林富岡港線（とくしまけんどう285ごう えびすやまなかばやしとみおかこうせん）は、徳島県阿南市を通る一般県道である。

## 概要
阿南市津乃峰町から阿南市向原町に至る。
打樋川に沿って紀伊水道との間を縦断する路線。周辺には環境省が「西日本一美しい」と評価した北の脇海水浴場や衵海水浴場、市内有数の工業団地がある。2車線整備されている区間もあるが、集落内では1車線程度の幅が続く区間もある。

### 路線データ
- 起点：阿南市津乃峰町（徳島県道130号大林津乃峰線交点）
- 終点：阿南市向原町（徳島県道23号富岡港線交点）
- 総延長：7.053 km（他に旧道3.069 km）[1]

## 歴史
- 1959年（昭和34年）1月31日 - 徳島県道166号線として認定。
- 1972年（昭和47年）3月10日 - 現在の路線番号で再認定。

## 路線状況

### 重複区間
- 徳島県道193号中林港線・徳島県道402号阿南徳島自転車道線（阿南市中林町）

### 道路施設

#### 橋梁
- 答島大橋（打樋川、阿南市）

## 地理

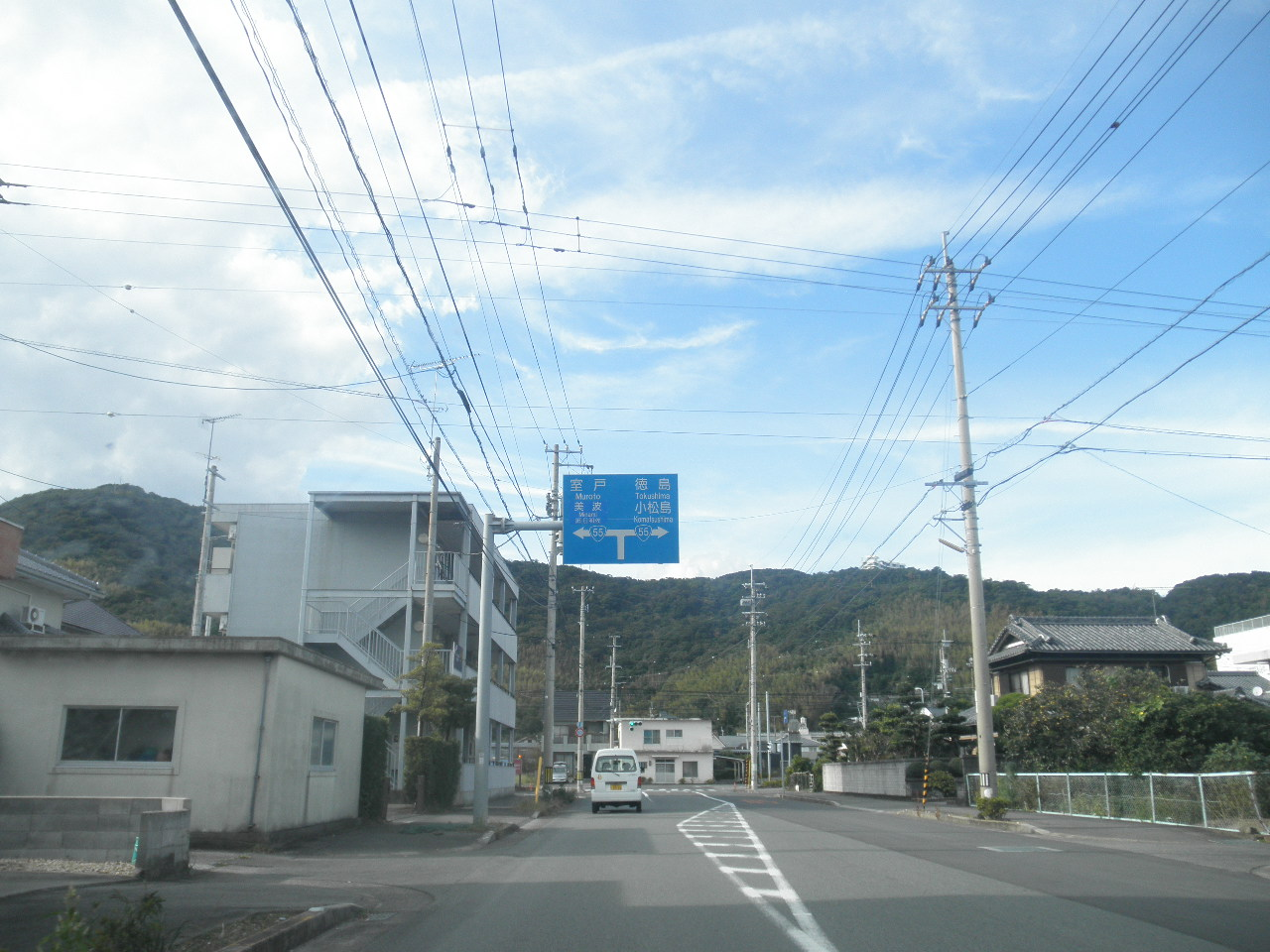
起点付近
阿南市津乃峰町で撮影

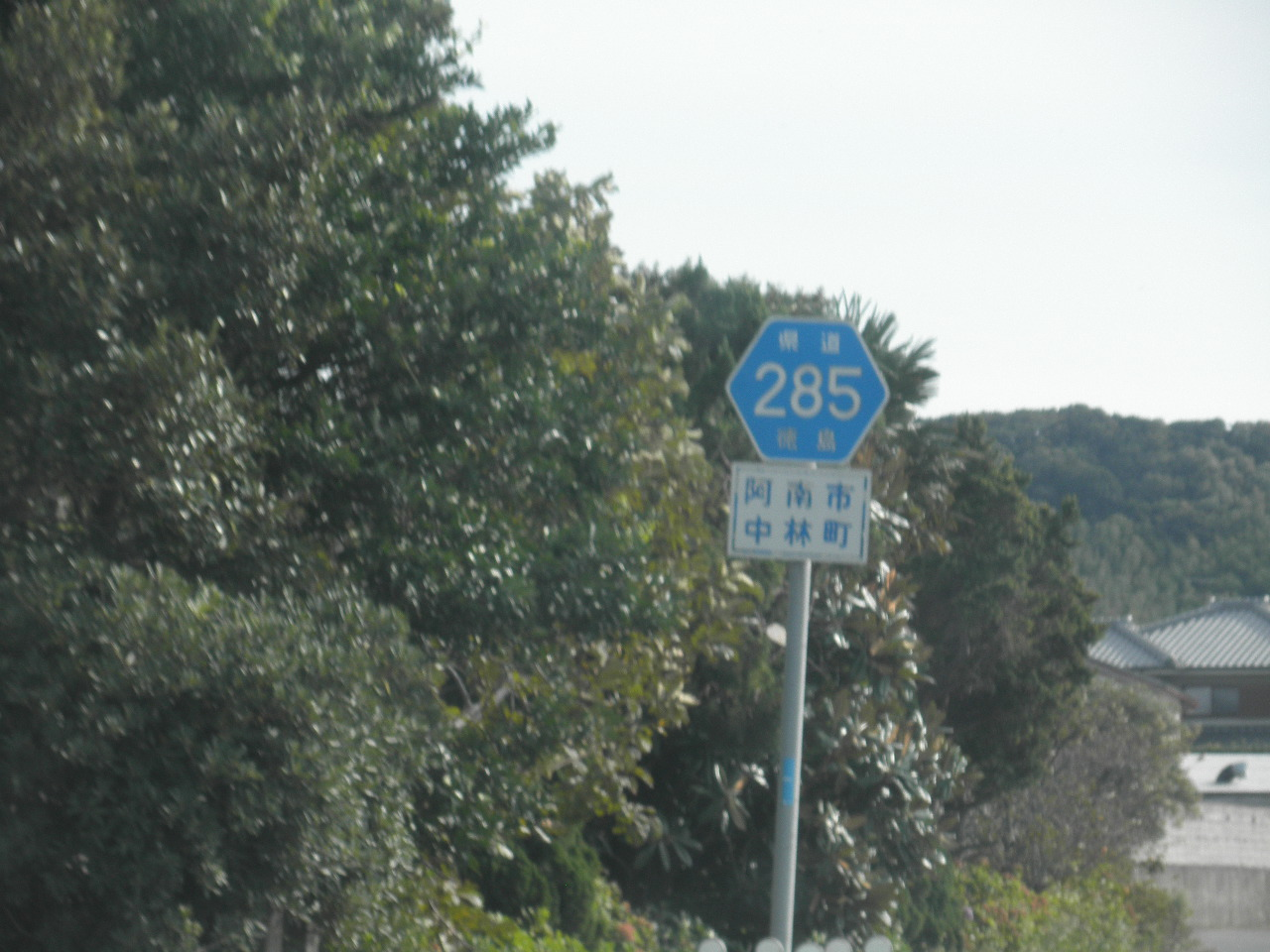
本道の標識
阿南市中林町で撮影

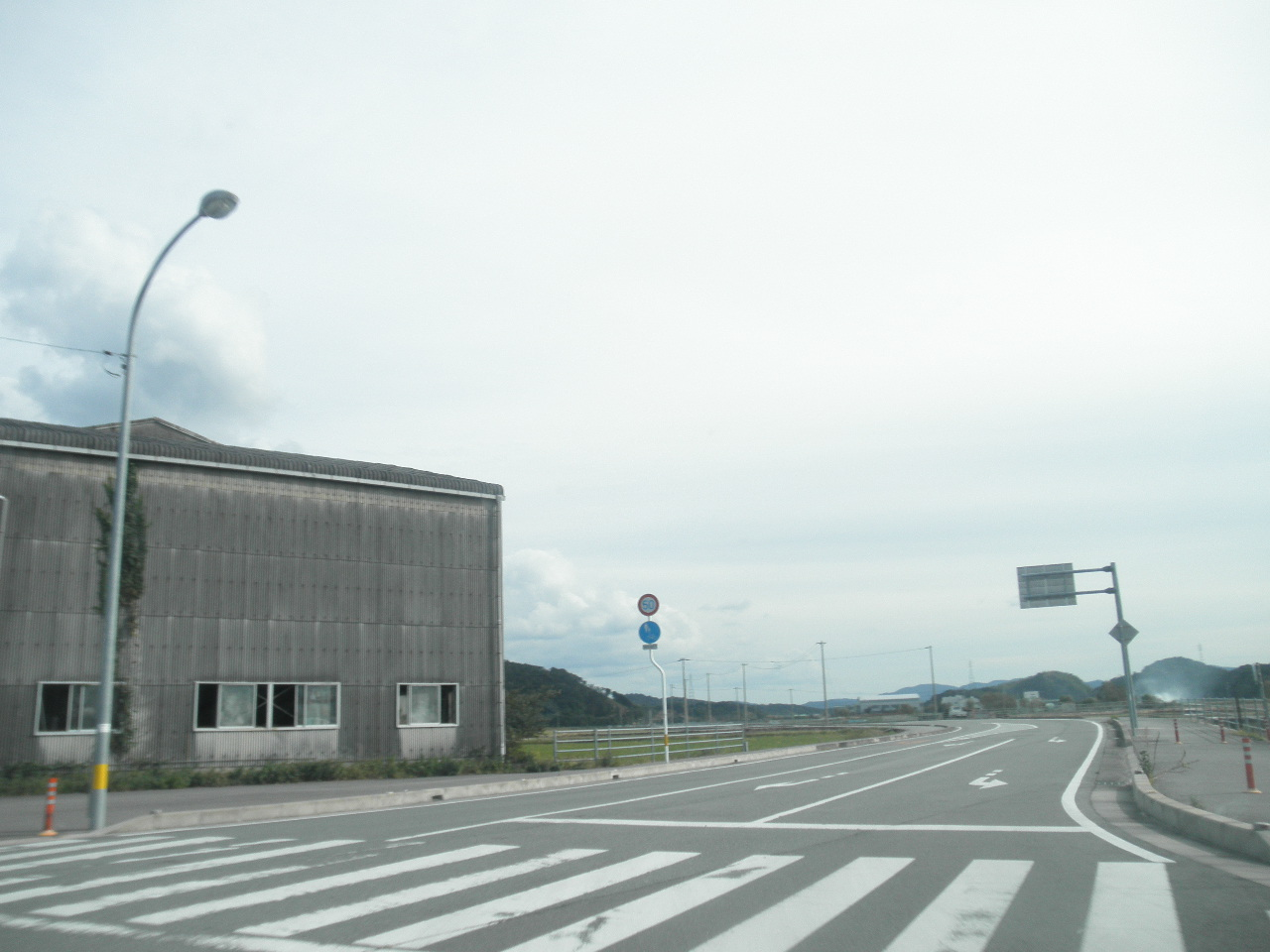
終点付近
阿南市向原町で撮影

### 通過する自治体
- 徳島県
  - 阿南市

### 交差する道路
| 交差する道路                                                                    | 交差する場所 | 交差する場所 |
| ------------------------------------------------------------------------------- | ------------ | ------------ |
| 徳島県道130号大林津乃峰線                                                       | 津乃峰町     | 起点         |
| 国道55号 / 阿南道路 国道195号 重複                                              | 津乃峰町     |              |
| 徳島県道193号中林港線 重複区間起点 徳島県道402号阿南徳島自転車道線 重複区間起点 | 中林町       |              |
| 徳島県道193号中林港線 重複区間終点 徳島県道402号阿南徳島自転車道線 重複区間終点 | 中林町       |              |
| 徳島県道23号富岡港線 徳島県道402号阿南徳島自転車道線 重複                       | 向原町       | 終点         |

### 沿線
- 津乃峰山
- セブン津乃峰店
- 打樋川
- 大潟新浜工業団地
- 阿南市武道館
- 橘湾（阿波の松島）
- 竜宮神社
- 袙海水浴場
- 北の脇海水浴場
- 北の脇キャンプ場
- サンライズヒル中林
- 阿南自動車学校
- 阿南市スポーツ総合センター（サンアリーナ）